# Brezje pri Šentjerneju
Brezje pri Šentjerneju – wieś w Słowenii, w gminie Šentjernej. W 2018 roku liczyła 60 mieszkańców.